# Condat-sur-Vézère
Condat-sur-Vézère é uma comuna francesa na região administrativa da Nova Aquitânia, no departamento Dordonha. Estende-se por uma área de 16,49 km². Em 2010 a comuna tinha 897 habitantes (densidade: 54,4 hab./km²).